# كلاتة عليمردان
كلاتة عليمردان (بالفارسية: کلاته علی‌مردان) هي قرية تقع في قسم زرق‌آباد الريفي (مقاطعة إسفراين) في إيران. يقدر عدد سكانها بـ 86 نسمة بحسب إحصاء 2016.